# Unterbreizbach
Unterbreizbach település Németországban, azon belül Türingiában. Lakosainak száma 3306 fő (2023. december 31.). Unterbreizbach Philippsthal (Werra) és Vacha községekkel határos.

## Népesség
A település népességének változása:
| Lakosok száma | 3455 | 3398 | 3321 | 3324 | 3306 |
|               | 2017 | 2019 | 2021 | 2022 | 2023 |